# Thyroptera tricolor
Thyroptère tricolore
Espèce
Statut de conservation UICN

 LC  : Préoccupation mineure
Répartition géographique
Thyroptera tricolor, le Thyroptère tricolore, est une espèce sud-américaine de chauves-souris de la famille des Thyropteridae.

## Description
Thyroptera tricolor a une longueur de la tête et du corps entre 37 et 46 mm, la longueur de l'avant-bras entre 34 et 38 mm, la longueur de la queue entre 24 et 33 mm, la longueur du pied entre 5 et 7 mm, la longueur des oreilles entre 11 et 14 mm et un poids allant jusqu'à 5 g.
La fourrure est longue et duveteuse. Les parties dorsales sont brun foncé ou brun rougeâtre, tandis que les parties ventrales sont blanches ou jaunâtres.
Le museau est long et pointu, les yeux sont petits. Les oreilles sont en forme d'entonnoir, séparées et brun clair. Le tragus est court et avec une extrémité arrondie. Les ailes sont attachées en arrière à la base de la griffe du gros orteil. On retrouve de grandes pastilles adhésives rondes à la base des pouces et sur la plante des petits pieds. Le bout de la longue queue s'étend d'environ 5 à 8 mm au-delà de la large membrane interfémorale, qui est pratiquement glabre. Le calcar est long et présente deux renflements distincts le long du bord externe. Il y a un petit espace entre les incisives et les canines dans la mâchoire supérieure et la troisième prémolaire supérieure est la plus grande.
Le caryotype est 2n=40 FNa=38.

## Répartition
Thyroptera tricolor a trois populations disjointes : la première du Sud du Mexique au Honduras, la deuxième au Costa Rica et au Panama et la troisième du bassin amazonien au nord jusqu'au centre de la Colombie et du Venezuela, à l'ouest de l'Équateur et du Pérou à l'est des Andes, au sud-ouest de la Bolivie et au sud-est de l'État de São Paulo.
Elle vit dans les forêts de plaine et de collines, les forêts amazoniennes et atlantiques et les forêts marécageuses jusqu'à 1 800 m d'altitude.

## Taxonomie

### Étymologie
Le nom du genre Thyroptera est d'origine grecque et signifie littéralement « aile avec disque », faisant allusion à la présence de disques aspirants présents sur les poignets et les chevilles des espèces de ce genre et avec lesquels elle peut adhérer à certaines feuilles. Le terme latin tricolor fait allusion à la couleur de cette espèce.

### Liste des sous-espèces

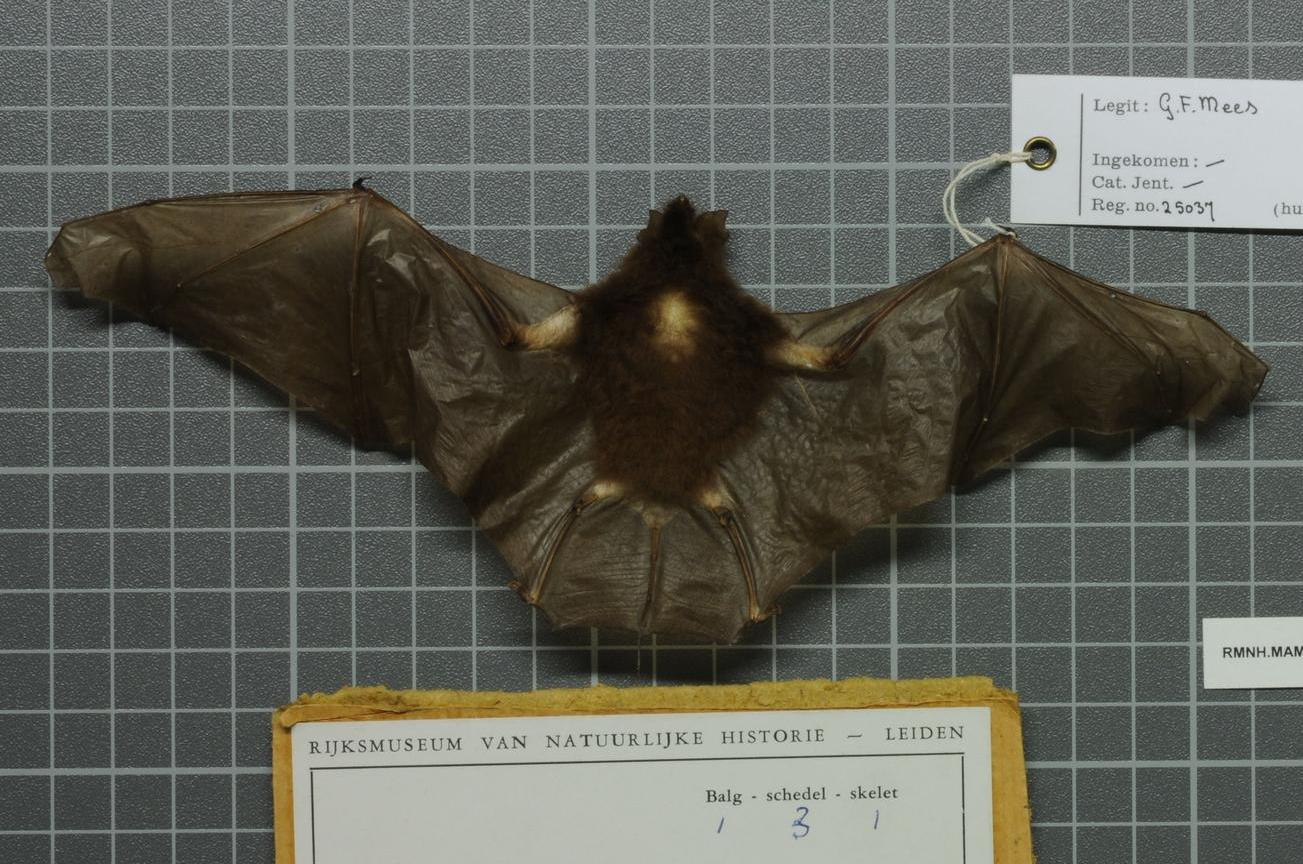
Thyroptera tricolor tricolor.

- T.t.tricolor : Venezuela, Guyana, Suriname, Guyane, île de la Trinité, États brésiliens d'Amapá, Pará, Amazonas et Rio de Janeiro, Nord de la Bolivie ;
- T.t.juquiaensis (Vieira, 1942) : État brésilien de São Paulo ;
- T.t.albiventer (Tomes, 1856) : États du Sud du Mexique de Veracruz, Tabasco, Chiapas, Guatemala, Belize, Honduras, Costa Rica, Panama, centre de la Colombie, Ouest de l'Équateur et du Pérou.

## Comportement

### Habitation
Thyroptera tricolor se réfugie seul ou en groupes allant jusqu'à neuf individus répartis également en mâles et femelles, à l'intérieur des feuilles enroulées des jeunes bananiers et arbres des genres Heliconia et Calathea, généralement avec une ouverture comprise entre 50 et 100 mm. Étant donné que ce type de feuilles a tendance à s'ouvrir dans un court laps de temps, on suppose que ces types d'abris sont utilisés pendant une journée maximum. Contrairement aux autres chauves-souris, au repos, elle adopte une position tête haute.
Selon Chaverri, Vonhof & Gillam (2010), voler implique un coût énergétique important, la capacité de localiser rapidement de nouveaux abris représente un grand défi pour les chauves-souris, qui peut être compensé par l'aide d'individus ayant déjà localisé un emplacement approprié. Il fut démontré que cette espèce effectue des échanges sociaux qui facilitent le contact avec les chauves-souris proches et le recrutement vers les sites d'abris. Pendant le vol, T. tricolor émet des cris "d'enquête" qui suscitent souvent une réponse de la part d'individus déjà entrés dans une feuille enroulée. Ces cris de "réponse" sont suivis par la chauve-souris volante qui entre dans le nid de feuilles occupées (Gillam et Chaverri, 2011).
Bien que sa présence dans les grottes fût signalée, T. tricolor est une espèce considérée comme non troglodyte en raison de ses caractéristiques morphologiques, car au cours de son évolution, elle a perdu la capacité d'utiliser des surfaces rugueuses. Par conséquent, les individus de la famille des Thyropteridae sont spécialisés dans l'hébergement sur des surfaces lisses telles que les feuilles.

### Vol
Le vol est rapide et très manœuvré.

### Alimentation
Elle se nourrit de petits insectes capturés en vol.
Les espèces du genre Thyroptera sont des chauves-souris insectivores qui capturent généralement leurs proies directement à partir du substrat (Dechmann et al., 2006). À partir de 21 feuilles, Findley et Wilson (1974) ont collecté des échantillons allant de 0,10 à 0,54 g, avec une moyenne de 0,21 g. À partir de là, ils estiment que Thyroptera tricolor peut consommer jusqu’à 0,8 g d'insectes par nuit et par individu.

### Reproduction
Findley et Wilson trouvèrent des femelles gravides en août au Costa Rica.